# Донброва
Донброва (пол. Dąbrowa) — деревня в Польше, расположенная в Мазовецком воеводстве, в Минском повете, в гмине Мрозы.
Находится примерно 4 км на юго-восток от Мрозы.
В 1975—1998 годах деревня административно входила в состав Седлецкого воеводства.
Деревня протяженная по трассе, соединяющей Мрозы и Куфлев.

## Население
По данным переписи населения и жилищного фонда 2011 года, население деревни Донброва составляет 187 человек.